# Ōedo Rocket
Ōedo Rocket (大江戸ロケット?, Ōedo Roketto) è un copione scritto per la compagnia teatrale Gekidan Shinkansen Theater di Kazuki Nakashima, da cui è stata tratta una serie televisiva anime nell'aprile 2007, diretta da Seiji Mizushima e prodotta da Madhouse. È una commedia che parla di un creatore di fuochi d'artificio nell'Edo (una regione del Giappone) medievale, che cerca di costruire un razzo per rispedire una ragazza aliena dalla sua gente sulla Luna.

## Trama
La storia si svolge nell'anno 1842, in Edo, nel tredicesimo anno dell'era Tenpō. Il governo seguendo un regime severo e autoritario ha proibito qualunque gioco compreso le rappresentazioni teatrali e gli spettacoli pirotecnici. Seikichi, un ragazzo abile nella costruzione di fuochi d'artificio, ne vuole a qualunque costo costruire uno grandissimo, il più grande di tutti i tempi, ma viene continuamente ostacolato dagli ufficiali di polizia.
Un giorno due mostri, uno bianco e l'altro blu, si ritrovano a combattere nel bosco. Durante il combattimento vengono a loro volta attaccati da strani soldati che uccidono il mostro blu e feriscono quello bianco, ma grazie proprio ad uno dei fuochi d'artificio di Seikichi che distrae gli avversari il mostro riesce a fuggire. Il giorno dopo una bella e misteriosa ragazza compare a casa di Seikichi e gli chiede di costruire un enorme fuoco d'artificio per inviarla sulla Luna.

## Personaggi
Tamaya Seikichi
Un creatore di fuochi d'artificio talentuoso, pieno di sogni è il protagonista della serie, sarà attratto da Sora.
Sora
Una misteriosa ragazza comparsa dal nulla, chiede a Seikichi un favore impossibile: di inviarla sulla luna
Doppiata da:
Shunpei
Il fratello di Seikichi, un genio della matematica.
Akai Nishinosuke
Un poliziotto di basso grado che lavora per il magistrato e che odia tutti i residenti del villaggio

## Sigle
Sigla iniziale giapponese
- "Oh Edo Nagareboshi IV" è interpretata da PUFFY

Sigle finali giapponesi
- "100 miles~Niji o Oikakete" è interpretata da Santara
- "I Got Rhythm" è interpretata da Natural High
- "Oh Edo Nagareboshi IV" (ep. 26) è interpretata da PUFFY

## Episodi
| Nº | Titolo italiano Giapponese 「Kanji」 - Rōmaji                                                                      | In onda           | In onda |
| Nº | Titolo italiano Giapponese 「Kanji」 - Rōmaji                                                                      | Giapponese        |         |
| 1  | Crimson Fireworks Bloom in Great Edo 「大江戸に咲く紅い花火」 - Ohedo ni saku kurenai hanabi                       | 3 aprile 2007     |         |
| 2  | The Man Waited 「男は待っていた」 - Otoko ga matteita                                                              | 12 aprile 2007    |         |
| 3  | The Silver Fox Bound in the Edge 「縁に縛られた銀ノ狐」 - Fuchi ni shibarareta gin no kitsune                      | 19 aprile 2007    |         |
| 4  | Heart-Pounding Uselessness 「ドキドキ無用」 - Dokidoki muyō                                                        | 26 aprile 2007    |         |
| 5  | Discourse 「論」 - Ron                                                                                             | 3 maggio 2007     |         |
| 6  | Duel for a Great First Love 「決闘大初恋」 - Kettō dai hatsukoi                                                    | 10 maggio 2007    |         |
| 7  | No Way! A Flying Girl 「トンデモない飛んだ女」 - Tondemonai tonda onna                                             | 17 maggio 2007    |         |
| 8  | I Kill Because I Love 「恋も殺しもやるってさ」 - Koi mo koroshi mo yarutte sa                                      | 23 maggio 2007    |         |
| 9  | A Contest of Love 「恋愛で勝負」 - Ren'ai de shōbu                                                                 | 30 maggio 2007    |         |
| 10 | Strange Feline transformation 「怪異猫変化」 - Kaii neko henge                                                     | 6 giugno 2007     |         |
| 11 | No Holds Barred! 「埒もねえ！」 - Rachi monee!                                                                     | 13 giugno 2007    |         |
| 12 | When You Hate Being Worried 「もしも悩むのが嫌だったら」 - Moshimo nayamu no ga kirai dattara                      | 20 giugno 2007    |         |
| 13 | What Do You Think of These Guys? 「あんたこいつらどう思う」 - Anta koitsura dō omō                                 | 27 giugno 2007    |         |
| 14 | To Sum it Up, I Saw Tomorrow 「一筆啓上明日が見えた」 - Ipppitsu keijō ashita ga mieta                             | 3 luglio 2007     |         |
| 15 | All of a Sudden! A Huge Aerial Bombing on New Year's Day 「突然！ 正月に大空爆」 - Totsuzen! Shōgatsu ni daikūbaku | 10 luglio 2007    |         |
| 16 | I'm That Thing! 「あたしがアレよ！」 - Atashi ga are yo!                                                           | 17 luglio 2007    |         |
| 17 | Verse of the Murder at Dawn 「黎明の殺し節」 - Reimei no koroshi setsu                                             | 25 luglio 2007    |         |
| 18 | We are up against Lord Tokugawa Ieyasu's Crypt. 「相手は神君の隠し穴」 - Aite wa shinkun no kakushi ana            | 1º agosto 2007    |         |
| 19 | The Woman who Smiles in Affliction 「難儀に微笑む女」 - Nangi ni hohoemu onna                                      | 8 agosto 2007     |         |
| 20 | The woman who hardly smiles 「とち狂って候」 - Tochi kurutte sōrō                                                  | 15 agosto 2007    |         |
| 21 | Digressing thrice 「脱線は三度まで」 - Dassen wa sando made                                                        | 22 agosto 2007    |         |
| 22 | It Was Only a One Night Dream 「たった一夜の夢だった」 - Tatta hitoya no yume datta                                | 29 agosto 2007    |         |
| 23 | Fireworks for saber dance please 「剣舞に花火をどうぞ」 - Kenbu ni hanabi o dōzo                                   | 5 settembre 2007  |         |
| 24 | Take over it all! 「〇〇をのってれ」 - Marumaru o notteru                                                          | 12 settembre 2007 |         |
| 25 | When craftsman's work cries in moon... 「匠の仕事が哭いて…」 - Takumi no shigoto ga naitere...                     | 19 settembre 2007 |         |
| 26 | Liftoff somehow 「たんだかんだのリフトオフ」 - Tanda kanda no rifutoofu                                            | 26 settembre 2007 |         |